# Robert Mokrý
Robert Mokrý (* 16. března 1967, Karviná) je bývalý český fotbalista.

## Fotbalová kariéra
V československé lize hrál za Sigmu Olomouc. Nastoupil ve 4 ligových utkáních.

## Ligová bilance
| Ročník                                   | Zápasy | Góly | Minuty | Klub             |
| ---------------------------------------- | ------ | ---- | ------ | ---------------- |
| 1. československá fotbalová liga 1989/90 | 4      | 0    | 81     | TJ Sigma Olomouc |
| CELKEM                                   | 4      | 0    | 81     |                  |